# Jerrybuccinum
Jerrybuccinum là một chi ốc biển, là động vật thân mềm chân bụng sống ở biển trong họ Buccinidae.

## Các loài
Các loài trong chi Jerrybuccinum gồm có:
- Jerrybuccinum malvinense Kantor & Pastorino, 2009[2]